# Paramount Media Networks
Paramount Media Networks (in precedenza nota come MTV Networks, Viacom Media Networks e ViacomCBS Domestic Media Networks) è una divisione, insieme a Paramount Networks International (con competenza per il resto del mondo) di Paramount Global che coordina i programmi statunitensi di molti canali TV, incluso il primo canale MTV.

## Storia
La società è stata fondata nel 1984, dopo che Warner Communications e American Express hanno deciso di cedere gli asset basic cable di Warner-Amex Satellite Entertainment, rinominandola come MTV Networks, Inc. Warner-Amex aveva originariamente creato e posseduto Nickelodeon, MTV, VH1 e The Movie Channel (TMC). Viacom ha acquisito il 66% della società nel 1985 e poi ha acquisito il rimanente interesse nel 1986.

## MTV
- MTV
- MTV2
- MTV Classic
- MTV Live
- MTV Tres
- MTVU

## Nickelodeon
- Nickelodeon
- Nick Jr.
- NickMusic
- Nicktoons
- TeenNick
- NickSplat

## BET
- BET
  - BET Gospel
  - BET Her
  - BET Hip-Hop
  - BET International
  - BET Jams
  - BET Soul

## Altri canali
- Comedy Central
- Logo TV
- Paramount Network
- CMT
  - CMT Music
- TV Land
- VH1
- Tr3s